# 大井昌和
大井 昌和（おおい まさかず、1975年3月4日）は、日本の漫画家。神奈川県川崎市出生、横浜市出身。代表作は『ちぃちゃんのおしながき』。横浜市立金沢高等学校、芝浦工業大学工学部機械工学科2部卒業。

## 来歴
大学生時に漫画を描き始めて出版社に作品を持ち込む様になる。1996年に第3回電撃ゲーム3大賞にて｢乱舞!! 女子高生VIPERS!!｣で電撃ゲームコミック大賞 銀賞を受賞。2000年「月刊電撃コミックガオ!（メディアワークス）」にて『ひまわり幼稚園物語あいこでしょ!』を執筆し連載デビュー。2022年現在は芳文社、竹書房、少年画報社、小学館などで執筆している。
「ゲンロン ひらめき☆マンガ教室」（ゲンロン）にて講師を務める。

## 家族
2004年に大月悠祐子（かなん）と結婚。新人であった1999年24歳の頃、担当編集にカンヅメにされていた大月の元へ連れられていき、原稿を手伝ったことがきっかけで知り合う。大月は「ギャラクシーエンジェル」シリーズのキャラクターデザイン、漫画版執筆などで知られる漫画家、イラストレーター。漫画家の吉沢やすみは妻の父=義理の父にあたる。
|          |          |          |          |          |          |  |  | 吉沢やすみ |            |            |            |            |            |  |  |
|          |          |          |          |          |          |  |  |            |            |            |            |            |            |  |  |
| 大井昌和 | 大井昌和 | 大井昌和 | 大井昌和 | 大井昌和 | 大井昌和 |  |  | 大月悠祐子 | 大月悠祐子 | 大月悠祐子 | 大月悠祐子 | 大月悠祐子 | 大月悠祐子 |  |  |
| 大井昌和 | 大井昌和 | 大井昌和 | 大井昌和 | 大井昌和 | 大井昌和 |  |  | 大月悠祐子 | 大月悠祐子 | 大月悠祐子 | 大月悠祐子 | 大月悠祐子 | 大月悠祐子 |  |  |

## 作品リスト

### 連載中の作品
- ちぃちゃんのおしながき（『まんがライフオリジナル』）
- ちぃちゃんのおしながき 繁盛記（『まんがくらぶオリジナル』→『まんがライフSTORIA』→『まんがライフSTORIA´』）
- ヒーローガール×ヒーラーボーイ〜TOUCH or DEATH〜（小学館『サンデーうぇぶり』、2020年12月 - 、夜サンデーコミックス、全17巻）
- 異世界不倫II〜導かれし人妻たちと不器用転生勇者〜（作画：いのまる、小学館『サンデーうぇぶり 夜サンデー』、2021年11月11日 - 2024年12月5日、全9巻） - 原作担当
- 勇者妻 勇者がシてくれなくても、聖女はケダモノ魔王に、貪られてます（作画：遊宇歩、講談社『ヤンマガWeb』、2024年2月7日 - 、既刊3巻） - 原作担当
- 裏ダンジョンおくさん（作画：いのまる、小学館『月刊サンデーGX』2025年5月号[12] - 、既刊1巻） - 原作担当
- 魔法少女・ぐるめぐり（小学館『サンデーうぇぶり』、2025年7月29日 - ）

### 連載終了した作品
- 異世界不倫〜魔王討伐から十年、妻とはレスの元勇者と、夫を亡くした女戦士〜（作画：いのまる、小学館『サンデーうぇぶり 夜サンデー』、2020年12月 - 2021年10月14日、夜サンデーコミックス、全3巻） - 原作担当
- 一年生になっちゃったら（『まんがタイムきららフォワード』、全9巻）
- いつもいっしょに（『まんがライフMOMO』、全2巻）
- おいしい学び夜（『モーニング・ツー』、原作：北島和洋、全3巻）
- おとなの生徒手帳（『まんがタイムジャンボ』、全2巻）
- 起動帝国オービタリア（『ヤングキングアワーズ』、全4巻）
  - ストーリーズ 〜巨人街の少年〜（『ヤングキングアワーズ』、全1巻）
- 今日から桜田ファミリア（『まんがタイムジャンボ』、全1巻）
- 四季を食べる女（『まんがタイムラブリー』→『まんがライフセレクション』ちぃちゃんのおしながき増刊号、全1巻）
- 女王蟻（『幻蔵』、2007年1月号 - 2008年9月号、全3巻）- 2009年星雲賞ノミネート作品
- すこしふしぎな小松さん（『ヤングアニマルDensi』、全1巻）
- VS御主人様（『まんがタイムきららフォワード』）
- ひまわり幼稚園物語あいこでしょ!（『月刊電撃コミックガオ!』、全7巻）
- ひるドラ（『近代麻雀オリジナル』、全1巻）
- 風華のいる風景（『まんがタイム』、『まんがタイムジャンボ』、全2巻）
- モトカノ☆食堂（『漫画アクション』、全2巻）
- 流星たちに伝えてよ（『幻蔵』、全1巻）
- アインシュタイン1904（原作担当、漫画：出店宇生、『ヤングアニマル』、全2巻）
- ここが限界のオーバル学園（原作担当、漫画：卷、『まんがタイムきららフォワード』、全3巻）
- 明日葉さんちのムコ暮らし（『グランドジャンプ』、全7巻）
- ヒメコウカン〜オタサーの姫がカレシ交換をご所望な件〜（『サンデーうぇぶり』、全6巻）
- フォアグラと牛丼（『サンデーうぇぶり』、全1巻）
- パンがなければ焼けばいい（『まんがライフセレクション』ちぃちゃんのおしながき増刊号、全1巻）
- おくさん（『ヤングキングアワーズGH』2013年10月号 - 2024年11月号、全22巻）
- 異世界大奥でJKは恋する（日本文芸社『コミックヘヴン』、2020年6月（Vol.48[13]） - 2022年4月（vol.59[14]）、全2巻）

### 単行本のみの作品
- 虹の女神（BIRZ COMICS DELUXE）- 映画『虹の女神』のコミック版

### アシスタントを務めた作品
- 五霊闘士オーキ伝 舞六鬼総霊編 - 漫画：よしみる徳隆